# FC Gladbeck 1920/52
Maillots
Dernière mise à jour : 16 avril 2011.
Le FC Glabeck 1920/52 est un club allemand de football localisé à Gladbeck, en Rhénanie du Nord/Westphalie.

## Histoire
Le club fut fondé le 6 janvier 1920 sous l’appellation de VfR Gladbeck-Süd. Certaines sources renseignent la date du 1er janvier comme celle de fondation.
En 1923, le club fusionna avec la section football du TV 1912 Gladbeck pour former le Sportfreunde Gladbeck-Süd. La dénomination officielle devint Sportfreunde Gladbeck en 1924.
Lors de la saison 1943-1944, le club participa au tour final pour la montée en Gauliga Westfalen, une des seize ligues créées sur ordre des Nazis, dès leur arrivée au pouvoir en 1933. Mais le cercle ne prit pas le moindre point et termina dernier de son groupe.
En 1945, le club fut dissous par les Alliés, comme tous les clubs et associations allemands (voir Directive n°23). Il fut rapidement reconstitué.
En 1948, le Sportfreunde Gladbeck monta en Landesliga Westfalen, une ligue située à cette époque au 3e tand de la hiérarchie. En 1956, le club remporta le Groupe Nord et se classa finalement troisième du championnat de Westphalie. Cela lui permit de se qualifier pour le nouveau 3e niveau qui reçut le nom de Verbandsliga Westfalen.
L’année suivante, le Sportfreunde Gladbeck gagna le groupe Nord mais se contenta d’être vice-champion de la Verbandsliga Westfalen derrière le SpVgg Beckum. À la fin du tour final regroupant les champions des trois Verbansligen, seul le VfL Benrath accepta de monter. Beckum et le 3e classé, le Stolberger SV renoncèrent. Le Sportfreunde Gladbeck fut alors repêché et accepta d’accéder à la 2. Oberliga West, une ligue située au 2e niveau de la hiérarchie.
Le Sportfreunde Gladbeck évolua six saisons en 2. Oberliga West jusqu’en 1963. À ce moment, la ligue fut dissoute et remplacée par la Regionalliga West. Le cercle ne fut pas qualifié pour en faire partie et il retourna en Verbandsliga Westfalen.
Par la suite, le club recula dans la hiérarchie. Il fut renommé FC Gladbeck 1920/52 et effectua plusieurs fois la navette entre la Bezirksliga et la Kreisliga.
En 2010, le FC Gladbeck 1920/52 évolue en Kreisliga A Westfalen (Gelsenkirchen, Groupe 1), soit au 10e niveau de la hiérarchie de la DFB. Le club dispute la tête et espère monter en Bezirksliga.